# Letis arpi
Letis arpi är en fjärilsart som beskrevs av Louis Beethoven Prout 1921. Letis arpi ingår i släktet Letis och familjen nattflyn. Inga underarter finns listade i Catalogue of Life.